# Крістіан Шерюбль
Крістіан Шерюбль (нім. Christian Scherübl, 6 квітня 1994) — австрійський плавець.
Учасник Олімпійських Ігор 2012 року.